# Flügelgurke
Die Flügelgurke (Luffa acutangula) ist eine Pflanzenart aus der Gattung Luffa in der Familie der Kürbisgewächse (Cucurbitaceae). Sie kommt in Pakistan sowie dem nördlichen Indien natürlich vor und wird in anderen Teilen Asiens, in Australien, Amerika sowie in Afrika kultiviert.

## Beschreibung

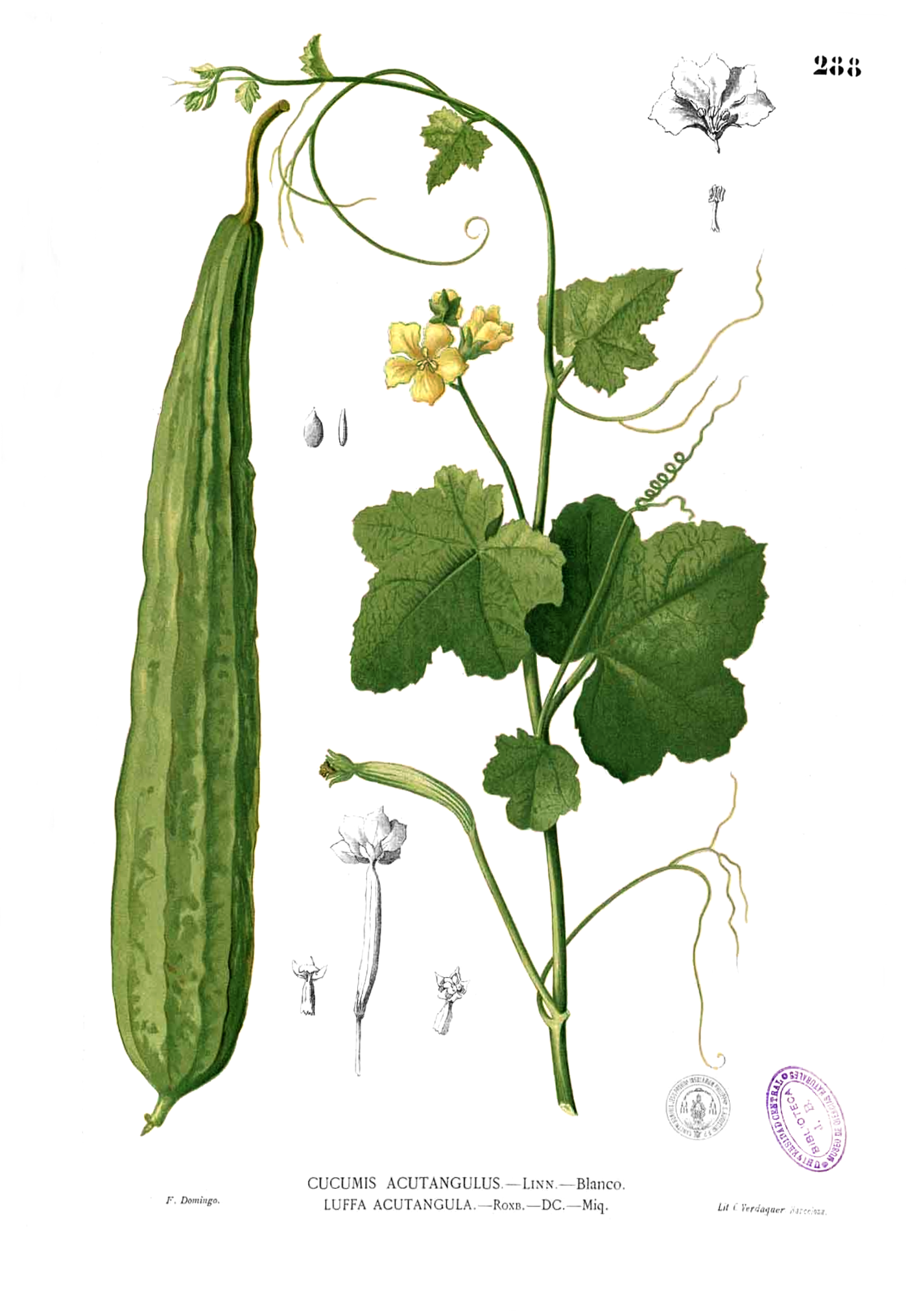
Illustration aus Blanco

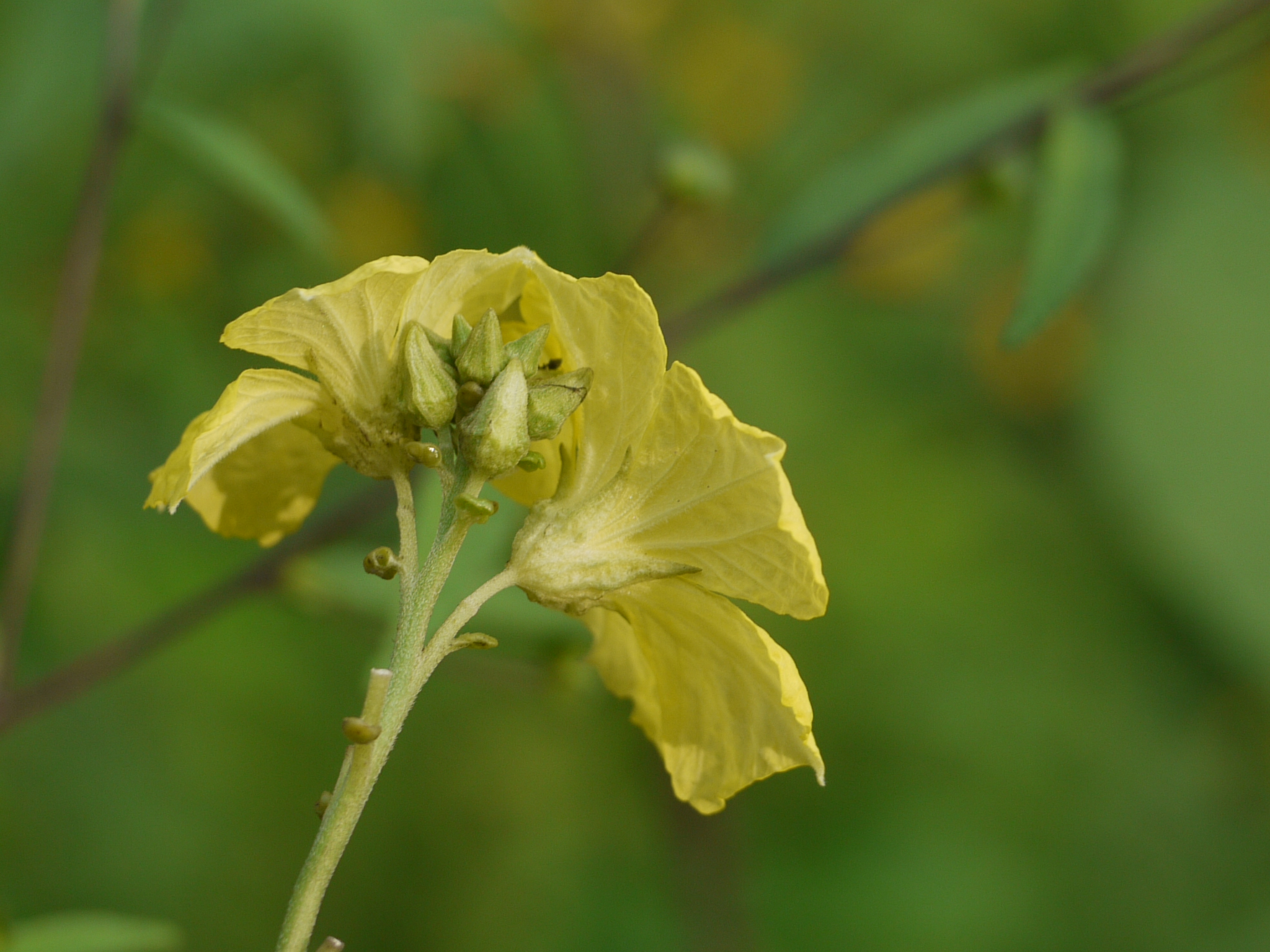
Blütenstand mit den männlichen Blüten von der Seite, gut zu erkennen ist auch der Kelch mit den fünf Kelchzipfeln

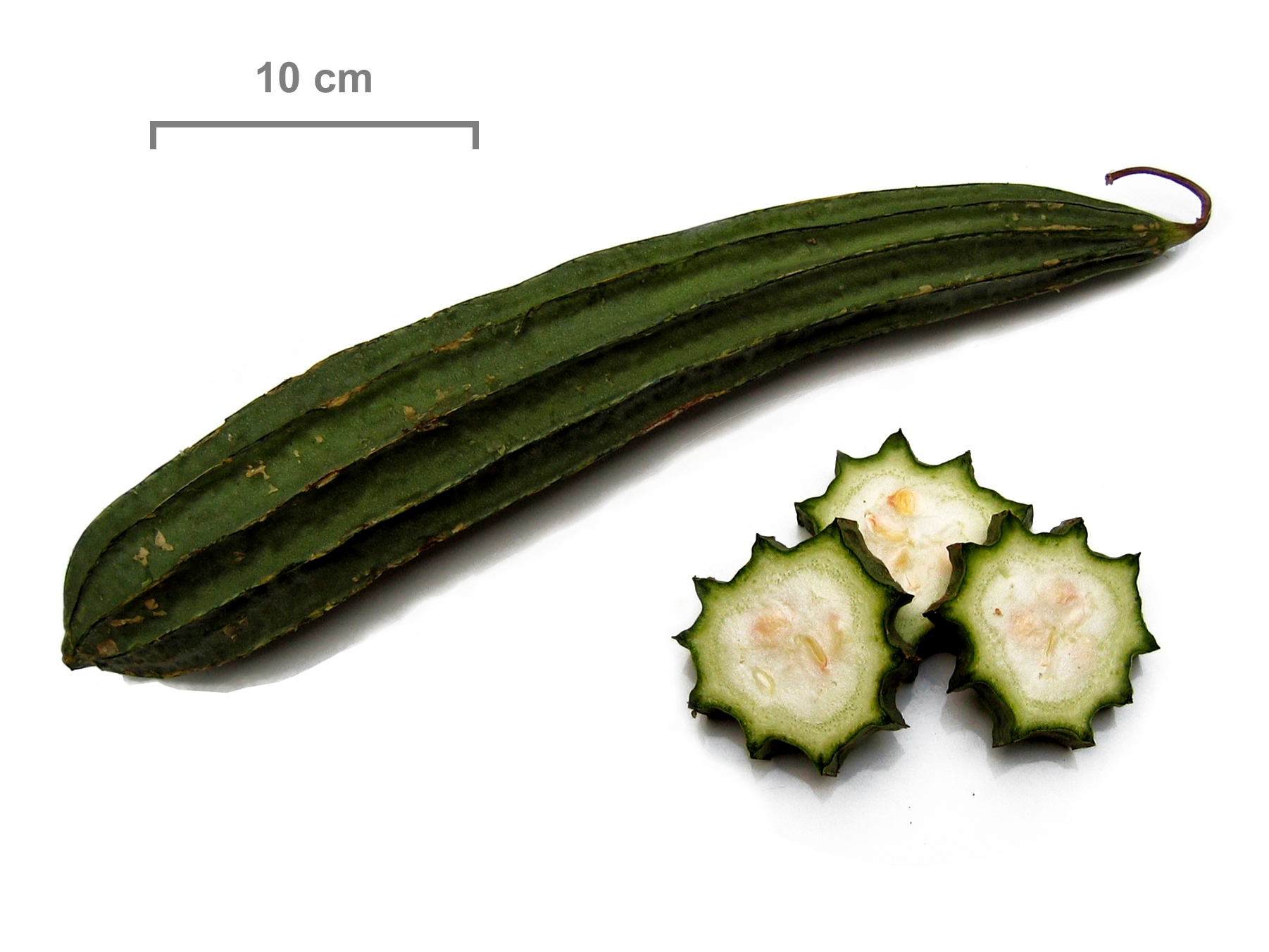
Frucht

### Vegetative Merkmale
Die Flügelgurke wächst als kletternde einjährige krautige Pflanze. Die gerippte Sprossachse hat einen fünfeckigen Querschnitt und ist an den Rippen rau. Die mehr oder weniger rauen Ranken sind meist dreiteilig.
Die wechselständig angeordneten Laubblätter sind in einen Blattstiel und eine -spreite gegliedert. Der Blattstiel ist 8 bis 12 Zentimeter lang. Die blass grüne, einfache, fünf- bis siebenfach gelappte Blattspreite ist bei einem Durchmesser von 15 bis 20 Zentimetern rundlich. Sowohl Blattoberseite als auch -unterseite können kahl oder wollig behaart sein.

### Blütenstand und Blüte
Die Blütezeit der Flügelgurke erstreckt sich über die warme Zeit des Jahres. Die Flügelgurke ist einhäusig getrenntgeschlechtig (monözisch). 10 bis 20 gestielte, männlichen Blüten stehen in seitenständigen und aufrechten, 10 bis 15 Zentimeter langen, traubigen Blütenständen zusammen. Die ebenfalls gestielten weiblichen Blüten stehen einzeln in denselben Blattachseln wie die männlichen Blütenstände zusammen.
Die eingeschlechtigen Blüten sind fünfzählig und bei einem Durchmesser von ungefähr 4,5 Zentimetern radiärsymmetrisch. Die fünf Kelchblätter sind zu einer kurzen glockenförmigen Kelchröhre verwachsen, einen fünfeckigen Querschnitt besitzt und spärlich behaart ist. Die Kelchzipfel sind gleich lang oder etwas länger als die Kelchröhre. Die fünf blassgelben Kronblätter sind frei. Die Kronblätter sind bei einer Länge von etwa 2 Zentimetern sowie einer Breite von 2 bis 2,5 Zentimetern verkehrt-herzförmig und können ein ausgerandetes oberes Ende haben. Die drei freien Staubblätter setzen an der Blütenröhre an und die freien Staubbeutel sind etwa 0,4 Zentimeter lang. Der unterständige Fruchtknoten ist zehnrippig. Der Griffel endet drei zweilappigen Narben.

### Frucht und Samen
Die zehnfach gerippte Frucht ist bei einer Länge von 5 bis 45 Zentimetern sowie einer Dicke von 3 bis 10 Zentimetern länglich bis verkehrt-eiförmig geformt. Jede der Früchte enthält mehrere schwarze Samen, welche 1 bis 1,2 Zentimeter lang sowie 0,6 bis 0,8 Zentimeter breit sind. Die Oberfläche der Samen ist runzelig.

## Vorkommen
Das natürliche Verbreitungsgebiet der Flügelgurke liegt in Pakistan und dem nördlichen Indien. In Pakistan erstreckt es sich über die Provinzen Punjab und Sindh. Des Weiteren wird die Art in weiten Teilen der Welt wie beispielsweise in China, Australien, Russland, dem tropischen Afrika und den tropischen Amerika sowie auf den Maskarenen kultiviert.

## Taxonomie
Die Erstbeschreibung als Cucumis acutangulus erfolgte 1753 durch Carl von Linné in Species Plantarum. William Roxburgh überführte die Art im Jahr 1832 in Flora indica; or, descriptions of Indian Plants als Luffa acutangula in die Gattung Luffa. Synonyme für Luffa acutangula (L.) Roxb. sind Cucumis longus var. indicus Grew, Cucurbita acutangula (L.) Blume, Luffa drastica Mart., Luffa fluminensis Roem., Luffa foetida Cav., Luffa gosa Ham., Luffa subangulata Miq., Momordica luffa Vell. sowie Momordica tubiflora Wall.
Von Luffa acutangula gibt es zwei Varietäten:
- Luffa acutangula L. var. acutangula[1]
- Luffa acutangula var. amara (Roxb.) C.B.Clarke[2]

## Nutzung
Die weichen Früchte sind essbar und Luffa acutangula wird deshalb auch kultiviert.